# Transporte de gametas
O transporte de gametas ocorre, durante o ciclo de vida, de modo que o ovócito e o espermatozoide se encontrem na ampola da tuba uterina. 

## Transporte de ovócito
Na ovulação , o ovócito secundário é expelido de dentro do folículo ovariano (Folículo Maduro ou De Graaf) juntamente com o fluido folicular . As fimbrilas da tuba uterina possuem ação de varredura , e juntamente com a corrente de fluidos produzidos pelos cílios das fimbrilas , varrem o ovócito secundário para dentro do infundibulo . O ovócito chega a ampola da tuba devido aos movimentos peristálticos ( relaxamento e contração no sentido tuba e útero).

## Transporte de espermatozoide
Da cauda do epidídimo, ocorrem contrações peristálticas transportando os espermatozoides para a uretra , quando os espermatozoides passam pelas vesiculas seminais , a próstata e glândula bulbo uretrais recebem as secreções dessas glândulas . Durante uma ejaculação, cerca de 200 a 600 milhões de espermatozoides são lançados na vagina, passando pelo canal cervical . A enzima vesicular coagula parte do sêmen, formando um tampão que impede o refluxo do sêmen para a vagina . A passagem dos espermatozoides através do útero e da tuba uterina , resulta de contração desses órgãos . No meio da vagina os espermatozoides se movem mais lentamente que no meio alcalino . A velocidade média de um espermatozoide é de 3 mm por minuto.

## Maturação dos espermatozoides
Espermatozoides recém-ejaculados são incapazes de fertilizar o ovocito . Eles precisam passar por um periodo condicionamento de capacitação ( 7 horas).
Eles tornam -se ejaculados na tuba uterina . Quando o espermatozoide entra em contato com a corona radiata do ovocito surgem mudanças que fundem a membrana acrossomica com a menbrana plasmatica do espermatozoide . Essas mudanças estao associadas com a liberação da enzima que facilitam a fertilização.